# Amburana cearensis
Espèce
Statut de conservation UICN

 EN  : En danger
Amburana cearensis est une espèce de plantes à fleurs dicotylédones  de la famille des Fabaceae, sous-famille des Faboideae. C'est un arbre à feuilles caduques pouvant atteindre 35 mètres de haut originaire d'Amérique du Sud.
Le nom vernaculaire de cette espèce, variable selon les régions, est amburana, emburana, imburana ou umburana. L'espèce est aussi connue sous les noms de cumaru-do-ceará, cumaru-de-cheiro, à cause de la ressemblance du fruit avec le coumarou amazonien (fève tonka). En français, on l'appelle aussi « fausse tonka » . Le terme désigne aussi bien l'arbre que son fruit et la fève à l'intérieur du fruit.
Le bois est utilisé dans la fabrication de meubles qui gardent l'arôme de l'arbre pendant des années, ainsi que pour la fabrication des tonneaux dans lesquels on vieillit de la cachaça. La « cachaça à l'amburana » est un produit raffiné et artisanal typiquement brésilien.
Le fruit, amburana ou umburana, est similaire au fruit umbu, issu de l'arbre umbuzeiro.
Le goût de la fève se rapproche de celui de la fève tonka car les deux sont riches en coumarine. Au Brésil on l’utilise surtout pour ses propriétés médicinales soit pour combattre des problèmes respiratoires (asthme, toux, congestion nasale) et des inflammations, soit pour faciliter la cicatrisation de la peau. L'introduction du produit en cuisine comme épice est récente. Le surdosage de coumarine est dangereux pour la santé.

## Distribution
Amburana cearensis est naturellement présent dans le nord-est du Brésil, dans les régions du Ceará (d'où le nom cearensis) et de Bahia. En revanche, la fève tonka ou coumarou (Dipteryx odorata) est présente en Amazonie. Leurs goûts sont bien similaires, mais il s'agit d'espèces différentes qui appartiennent à des familles différentes.

## Taxinomie

### Synonymes
- Amburana acreana (Ducke) A.C. Sm.[3]
- Amburana claudii Schwacke & Taub.[3],[4]
- Torresea acreana Ducke[3]
- Torresea cearensis Allemão[3],[4]
- Yvyea piriri guasu en langue guarani (Paraguay)
- Trebol (Paraguay)

### Liste des variétés
Selon Tropicos (24 octobre 2018) (Attention liste brute contenant possiblement des synonymes) :
- Amburana cearensis var. acreana (Ducke) J.F. Macbr.
- Amburana cearensis var. cearensis